# کیتلین پارکر
کیتلین پارکر (انگلیسی: Caitlin Parker؛ زادهٔ ۱۷ آوریل ۱۹۹۶) بوکسور زن اهل استرالیا است.